# Xanthophyllum bibracteatum
Xanthophyllum bibracteatum är en jungfrulinsväxtart som beskrevs av François Gagnepain. Xanthophyllum bibracteatum ingår i släktet Xanthophyllum och familjen jungfrulinsväxter. Inga underarter finns listade i Catalogue of Life.